# لایونل تامینیو
لایونل تامینیو (انگلیسی: Lionel Taminiaux؛ زادهٔ ۲۱ مهٔ ۱۹۹۶) دوچرخه‌سوار اهل بلژیک است.
از باشگاه‌هایی که در آن بازی کرده‌است می‌توان به دابلیوبی ورانکلاسیک آکوا پروتکت و تیم لوتو–سودال اشاره کرد.